# Aluminat de lantà
L'aluminat de lantà és un compost inorgànic amb la fórmula LaAlO₃, sovint abreujat com LAO. És un òxid ceràmic òpticament transparent amb una estructura de perovskita distorsionada.
LaAlO₃ cristal·lí té una constant dielèctrica relativa relativament alta de ~25. L'estructura cristal·lina de LAO és una perovskita distorsionada romboèdrica amb un paràmetre de gelosia pseudocúbic de 3,787 angstroms a temperatura ambient (tot i que una font afirma que el paràmetre de gelosia és de 3,82). Les superfícies LAO d'un sol cristall polides mostren dos defectes visibles a simple vista.
Usos:
Pel·lícules primes epitaxials: les pel·lícules primes de LAO cultivades epitaxialment poden servir per a diversos propòsits per a heteroestructures i dispositius d'electrons correlacionats. LAO de vegades s'utilitza com a aïllant epitaxial entre dues capes conductores. Les pel·lícules LAO epitaxials es poden cultivar mitjançant diversos mètodes, més comunament mitjançant deposició làser polsada (PLD) i epitaxia de feix molecular (MBE).
Interfícies LAO-STO: l'ús més important i comú de la LAO epitaxial és a la interfície aluminat de lantà-titanat d'estronci. L'any 2004, es va descobrir que quan 4 o més cèl·lules unitats de LAO es creixen epitaxialment sobre titanat d'estronci (SrTiO₃, STO), es forma una capa bidimensional conductora a la seva interfície. Individualment, LaAlO₃ i SrTiO₃ són aïllants no magnètics, però les interfícies LaAlO₃ /SrTiO₃ presenten conductivitat elèctrica, superconductivitat, ferromagnetisme, gran magnetoresistència negativa en el pla, i gegant persistent. fotoconductivitat. L'estudi de com sorgeixen aquestes propietats a la interfície LaAlO₃/SrTiO₃ és una àrea de recerca en creixement en física de la matèria condensada.